# Andriej Czerkasow
Andriej Giennadijewicz Czerkasow, ros. Андрей Геннадьевич Черкасов (ur. 4 lipca 1970 w Ufie) – rosyjski tenisista, zwycięzca turniejów zawodowych w grze pojedynczej, medalista olimpijski, reprezentant w Pucharze Davisa.

## Kariera tenisowa
Czerkasow był zawodnikiem praworęcznym, z bekhendem oburęcznym, najlepiej czującym się na linii końcowej. Nie dysponował silnym, kończącym uderzeniem, grę opierał na regularności.
Czerkasow należał do światowej czołówki juniorów, osiągając w 1987 roku finał US Open juniorów, który przegrał z Davidem Wheatonem. W tymże roku został sklasyfikowany na 3. miejscu rankingu światowego juniorów.
W latach 1988–2000 występował jako tenisista zawodowy.
W grze pojedynczej zwyciężył w 2 turniejach o randze ATP World Tour oraz awansował do 4 finałów. W zawodach wielkoszlemowych awansował do ćwierćfinałów Australian Open (1990), French Open (1992) oraz US Open (1990). Na Wimbledonie startował 6 razy i za każdym odpadał w I rundzie.
W deblu tenisista rosyjski doszedł do 2 finałów.
Ze względu na sytuację polityczną Czerkasowowi przyszło startować w barwach trzech reprezentacji – ZSRR, Wspólnoty Niepodległych Państw i wreszcie Rosji. W Pucharze Davisa debiutował w 1988 roku i do 1993 roku pozostawał regularnym reprezentantem, by później zaliczyć jeszcze występ w 1997 i pożegnalny start w 2000 roku. Miał na koncie w ramach tych rozgrywek zwycięstwa m.in. nad Markiem Koevermansem, Marcem Rossetem czy Sergim Bruguerą. Łącznie odniósł 17 zwycięstw przy 13 porażkach, z czego w grze pojedynczej wygrał 14 pojedynków, a 9 przegrał.
W 1992 roku Rosjanin zdobył brązowy medal podczas igrzysk olimpijskich w Barcelonie. Pokonał wówczas m.in. Pete’a Samprasa (mimo prowadzenia rywala 2:0 w setach), w ćwierćfinale Jaime’ego Oncinsa, a uległ Jordiemu Arrese. Przegrany półfinał był równoznaczny z brązowym medalem, nie rozgrywano wówczas meczu o 3. miejsce.
W rankingu gry pojedynczej Czerkasow najwyżej był na 13. miejscu (10 czerwca 1991), a w klasyfikacji gry podwójnej na 141. pozycji (3 sierpnia 1998).

### Finały w turniejach ATP World Tour
| Nazwa                        |
| ---------------------------- |
| Wielki Szlem                 |
| Igrzyska olimpijskie         |
| ATP Tour World Championships |
| ATP Super 9                  |
| ATP Championship Series      |
| ATP World Series             |

#### Gra pojedyncza (2–4)
| Końcowy wynik | Nr | Data              | Turniej   | Nawierzchnia    | Przeciwnik       | Wynik finału        |
| ------------- | -- | ----------------- | --------- | --------------- | ---------------- | ------------------- |
| Finalista     | 1. | 15 stycznia 1989  | Sydney    | Twarda          | Aaron Krickstein | 4:6, 2:6            |
| Zwycięzca     | 1. | 11 listopada 1990 | Moskwa    | Dywanowa (hala) | Tim Mayotte      | 6:2, 6:1            |
| Finalista     | 2. | 17 lutego 1991    | Bruksela  | Dywanowa (hala) | Guy Forget       | 3:6, 5:7, 6:3, 6:7  |
| Zwycięzca     | 2. | 10 listopada 1991 | Moskwa    | Dywanowa (hala) | Jakob Hlasek     | 7:6(2), 3:6, 7:6(5) |
| Finalista     | 3. | 17 maja 1993      | Bolonia   | Ceglana         | Jordi Burillo    | 6:7(4), 7:6(7), 1:6 |
| Finalista     | 4. | 19 września 1993  | Bukareszt | Ceglana         | Goran Ivanišević | 2:6, 6:7(5)         |

#### Gra podwójna (0–2)
| Końcowy wynik | Nr | Data              | Turniej | Nawierzchnia    | Partner           | Przeciwnicy                | Wynik finału |
| ------------- | -- | ----------------- | ------- | --------------- | ----------------- | -------------------------- | ------------ |
| Finalista     | 1. | 20 maja 1990      | Umag    | Ceglana         | Andriej Olchowski | Vojtěch Flégl Daniel Vacek | 4:6, 4:6     |
| Finalista     | 2. | 10 listopada 1991 | Moskwa  | Dywanowa (hala) | Aleksandr Wołkow  | Eric Jelen Carl-Uwe Steeb  | 4:6, 6:7     |